# Ingeborg Rapoport
Pour les articles homonymes, voir Rapoport.
Ingeborg Rapoport, dite Inge, née le 2 septembre 1912 à Kribi (Cameroun) et morte le 23 mars 2017 à Berlin (Allemagne), est une pédiatre allemande.

## Biographie

### Jeunesse et vie en Allemagne
Ingeborg Rapoport, née Syllm, naît en 1912 à Kribi au Cameroun actuel, alors colonie allemande. Fille d’un marchand de Hambourg, Paul Friedrich Syllm, et d’une pianiste de concert d’origine juive, Maria Feibes, elle fut élevée dans la religion protestante.
Peu après sa naissance, la famille revient en Allemagne, à Hambourg. En 1928, ses parents divorcent. Maria Feibes doit alors travailler pour subvenir aux besoins de sa mère et de ses deux enfants, Inge et Hellwig (1909-2004), en enseignant le piano avec un certain succès. Paul Syllm ne payait rien pour l’entretien de sa famille après avoir dilapidé la fortune de sa femme et l’avoir trompée pendant plusieurs années.
En septembre 1933, Maria Feibes revient au judaïsme, en partie pour marquer ainsi sa désapprobation de l’évolution politique de l’Allemagne. En 1935, elle perd son poste de professeur de musique à l’Académie de piano hambourgeoise Hans Hermann à la suite de son expulsion de la Chambre de musique du Reich.
Ingeborg Rapoport fréquente alors le Heilwig-Lyzeum privé à Hambourg, où elle se sent isolée tout en étant obligée d’aider financièrement sa famille en donnant des leçons particulières. Elle termine ses études de médecine en 1937 avec l’examen d’État, fait sur papier spécial à bandes jaunes sur les bords. De 1937 à 1938, elle travaille comme médecin assistant à la clinique israélite de Hambourg.
Pendant ce temps, elle écrit sous la direction de Rudolf Degkwitz sa thèse sur les symptômes de la paralysie causée par la diphtérie. En 1937, les autorités académiques nazies refusent de l’admettre à l’examen oral pour son doctorat et donc d’obtenir son diplôme car, en raison de l’ascendance juive de ses grands-parents maternels, elle avait été catégorisée comme une « mischling juive du premier degré », lui ôtant ainsi le droit d’étudier.
À Hambourg, 16 professeurs et privat-docents de la faculté de médecine furent démis de leurs fonctions ; en 1938 il ne restait plus que quatre des 52 étudiants juifs.

### Carrière de pédiatre
Réfugiée aux États-Unis dès 1938, Ingeborg Rapoport retourne en Allemagne de l’Est en 1952 sous la pression du maccarthysme et y fonde la première clinique de néonatalogie de ce pays.
Professeure de pédiatrie à l’hôpital pour enfants de la Charité à Berlin-Est de 1969 à 1973, elle occupe la première chaire européenne de néonatalogie. Elle compte alors parmi les pédiatres les plus renommés de son temps, au-delà même des frontières de la République démocratique allemande, jusqu'à sa retraite en 1973.

### Fin de vie
En 2015, elle attire rétrospectivement l’attention internationale par son doctorat obtenu à l’université de Hambourg à l’âge de 102 ans, alors que cette même université avait, sous le IIIe Reich, refusé qu’elle passât l’examen oral en tant que « mischling juive »,.
Mariée au biochimiste Samuel Mitja Rapoport, Ingeborg Rapoport reste jusqu’à la fin de sa vie une socialiste convaincue, persuadée que la RDA dépassait les États-Unis et la République fédérale d’Allemagne notamment dans les domaines sociaux et médicaux.

## Dans les arts et la culture populaire

### Filmographie

#### Télévision
2017 : Nina Kunzendorf  le joue dans Charité.